# Home Means Nevada
"Home Means Nevada" (tiếng Việt: Nhà nghĩa là Nevada) là bài hát của bang Nevada, Hoa Kỳ.